# HD124028
HD124028 — хімічно пекулярна зоря спектрального класу F2, що має видиму зоряну величину в смузі V приблизно  9,4.
Вона  розташована на відстані близько 883,9 світлових років від Сонця.